# James R. Rice
Pour les personnes ayant le même patronyme, voir Rice.
James R. Rice (né le 3 décembre 1940) est un scientifique américain, spécialiste en mécanique du solide. Ses contributions ont porté sur la mécanique de la rupture, la plasticité, la poro-élasticité et, plus récemment, sur la mécanique des tremblements de terre.

## Biographie
Après avoir obtenu son diplôme de doctorat à l'université Lehigh en 1964, il a travaillé à l'université Brown (de 1964 à 1981), puis à l'université Harvard où il est toujours professeur. Il a obtenu en 1994 la médaille Timoshenko et en 2012, il reçoit le titre de docteur honoris causa de l'Université Joseph-Fourier - Grenoble 1.
Sa contribution scientifique la plus célèbre et la plus citée à ce jour est sans nul doute sa découverte de l'intégrale J, qui parut en 1968 dans le Journal of Applied Mechanics.

## Sources bibliographiques
- (en) « Biography of James R. Rice », in Multiscale Deformation and Fracture in Materials and Structures: The James R. Rice 60th Anniversary Volume, edited by Tze-jer Chuang and John W. Rudnicki, Solid Mechanics and Its Applications, volume 84, Dordrecht, Kluwer Academic Publishers, 2001, p. xv-xxvi [lire en ligne].